# Rue du Docteur-Labbé
La rue du Docteur-Labbé est une voie du 20e arrondissement de Paris, en France.

## Situation et accès
La rue du Docteur-Labbé est une voie publique située dans le 20e arrondissement de Paris. Elle débute au 82, boulevard Mortier et se termine au 29, rue Le Vau.

## Origine du nom

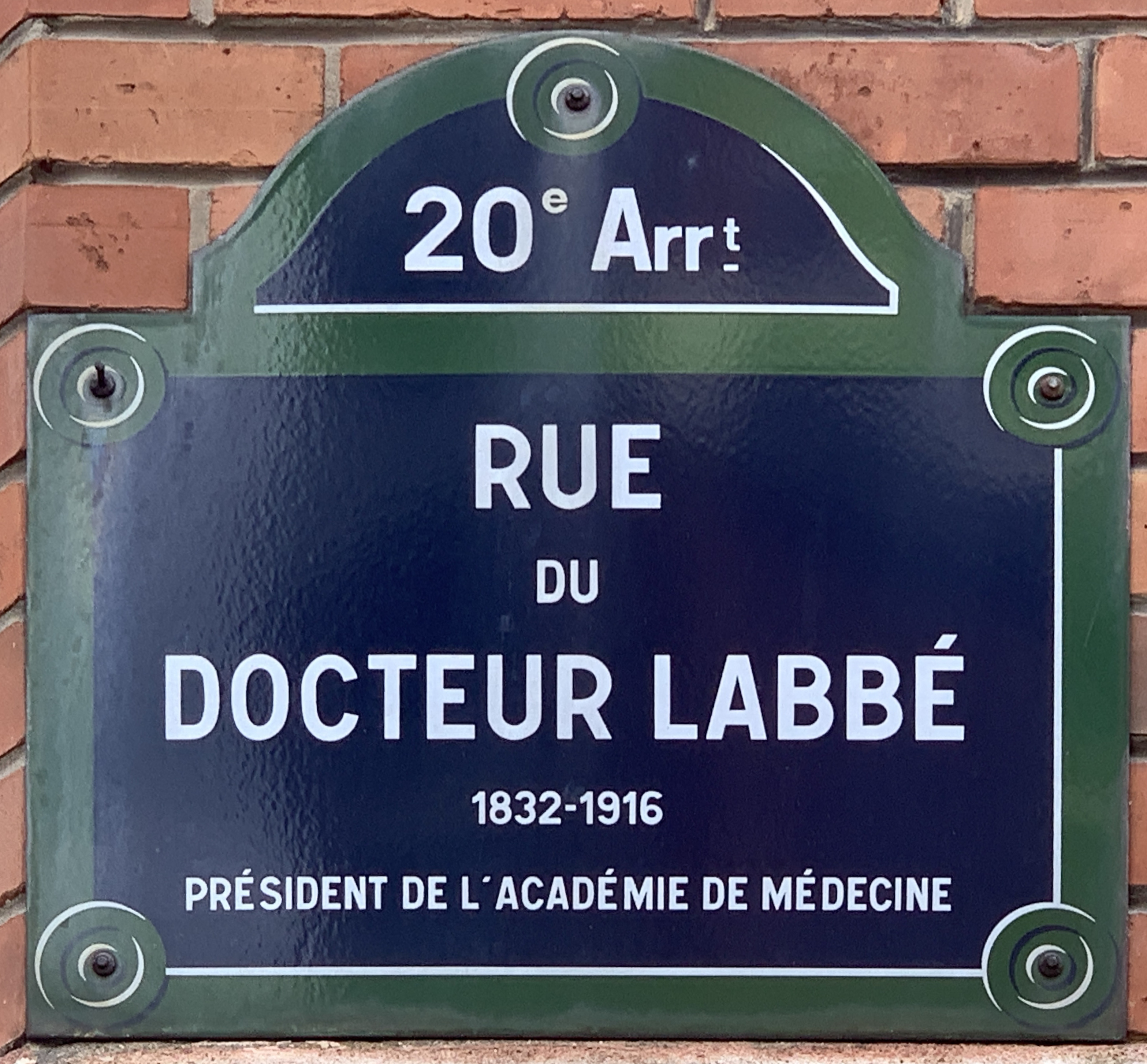
Plaque de la rue.

Cette rue porte le nom de Léon Labbé (1832-1916), chirurgien français, président de l'Académie de médecine et sénateur.

## Historique
La voie a été ouverte et a pris sa dénomination actuelle en 1926 sur l'emplacement du bastion no 16 de l'enceinte de Thiers.